# Lauren Phillips
Lauren Phillips (Atlantic City, Nueva Jersey; 8 de diciembre de 1987) es una actriz pornográfica y modelo erótica estadounidense.

## Biografía
Phillips nació en diciembre de 1987 en la ciudad de Atlantic City (Nueva Jersey), en una familia de ascendencia alemana, irlandesa, inglesa, escocesa y holandesa. Estudió en la Universidad Rutgers, donde obtuvo su título de Danza. Antes de dedicarse a la pornografía fue niñera y profesora de baile.
Debutó como actriz pornográfica en 2013, con 26 años, rodando sus primeras escenas para el estudio Reality Kings en la película Monster Curves 23. También ha trabajado para otras productoras como Evil Angel, Hustler, Wicked Pictures, Zero Tolerance, Elegant Angel, Adam & Eve, Brazzers, 21Sextury, Girlsway, Kink.com, Girlfriends Films, Naughty America y Bangbros.
En 2016, tanto ella como la actriz pornográfica Alison Tyler grabaron su primera escena de sexo interracial en la película Lex's Breast Fest 7 junto a Lexington Steele.
En 2017 recibió sus primeras nominaciones en el circuito internacional de premios. Dos en los Premios AVN a Mejor escena de sexo en grupo por Ginger Orgy y a Mejor escena de sexo en realidad virtual por Sarah Jessie's X3 Extreme VR Experience; y en los Premios XBIZ a Mejor escena de sexo en película parodia por Storage Whore Orgy.
En 2018 recibió otra nominación en los XBIZ a Mejor escena de sexo en película tabú por I Love My Mom's Big Tits 5.
Ha aparecido en más de 1200 películas como actriz.
Algunas películas destacadas de su filmografía son Anal Brats 2, Blowjobs and Stockings, Crash, Family Cuckolds, Ginger Patch 2, Jerk Me Off 3, Lauren Phillips Unleashed, Mom Is Horny, Naughty Anal MILFS 4, POV Mania 8, Squirt Monsters o Throat Fuck Me 3.

## Premios y nominaciones
| Año  | Ceremonia     | Resultado | Premio                                    | Trabajo                                             |
| ---- | ------------- | --------- | ----------------------------------------- | --------------------------------------------------- |
| 2017 | Premios AVN   | Nominada  | Mejor escena de sexo en grupo             | Ginger Orgy                                         |
| 2017 | Premios AVN   | Nominada  | Mejor escena de sexo en realidad virtual  | Sarah Jessie's X3 Extreme VR Experience             |
| 2017 | Premios XBIZ  | Nominada  | Mejor escena de sexo en película parodia  | Storage Whore Orgy                                  |
| 2018 | Inked Awards  | Ganadora  | Social Media Queen                        | —                                                   |
| 2018 | Premios XBIZ  | Nominada  | Mejor escena de sexo en película tabú     | I Love My Mom's Big Tits 5                          |
| 2018 | Premios XRCO  | Nominada  | Unsung Siren                              | —                                                   |
| 2019 | Premios AVN   | Nominada  | Mejor escena escandalosa de sexo          | Jurassic Wood: Swollen Dingdong                     |
| 2019 | Premios AVN   | Nominada  | Premio fan: Mejores pechos                | —                                                   |
| 2020 | Premios AVN   | Nominada  | Mejor actuación solo / tease              | I Love Big Toys 42                                  |
| 2020 | Premios AVN   | Nominada  | Mejor escena escandalosa de sexo          | Pornhub Raids Area 51                               |
| 2020 | Premios AVN   | Nominada  | Mejor escena de sexo en realidad virtual  | Stolen                                              |
| 2020 | Premios GayVN | Nominada  | Mejor escena de sexo bi                   | Bi Peg To Differ                                    |
| 2021 | Premios AVN   | Nominada  | Mejor escena de sexo transexual en grupo  | Angels From All Angles                              |
| 2021 | Premios AVN   | Nominada  | Mejor escena de sexo transexual en grupo  | A Burlesque Story                                   |
| 2021 | Premios AVN   | Nominada  | Mejor escena de trío H-M-H                | Lauren Phillips                                     |
| 2022 | Premios XBIZ  | Nominada  | Artista lésbica del año                   | —                                                   |
| 2022 | Premios XBIZ  | Nominada  | Artista MILF del año                      | —                                                   |
| 2022 | Premios XBIZ  | Nominada  | Mejor escena de sexo en película vignette | Idolized                                            |
| 2022 | Premios XBIZ  | Nominada  | Mejor escena de sexo en realidad virtual  | Thanksgiving 2020 VR                                |
| 2023 | Premios XBIZ  | Nominada  | Artista MILF del año                      | —                                                   |
| 2023 | Premios XBIZ  | Nominada  | Mejor escena de sexo en realidad virtual  | So Close Yet So Fucked                              |
| 2024 | Premios AVN   | Nominada  | Artista MILF / Cougar del año             | —                                                   |
| 2024 | Premios AVN   | Nominada  | Mejor escena de sexo transexual en grupo  | Switch: Leaving Your Mark                           |
| 2024 | Premios XBIZ  | Nominada  | Artista lésbica del año                   | —                                                   |
| 2024 | Premios XBIZ  | Ganadora  | Artista MILF del año                      | —                                                   |
| 2024 | Premios XBIZ  | Nominada  | Mejor escena de sexo en realidad virtual  | Lauren's Summertime Bitch                           |
| 2024 | Premios XBIZ  | Nominada  | Mejor escena de sexo transexual           | Cupid's Arrows                                      |
| 2025 | Premios AVN   | Nominada  | Artista MILF / Cougar del año             | —                                                   |
| 2025 | Premios XMA   | Nominada  | Artista lésbica del año                   | —                                                   |
| 2025 | Premios XMA   | Nominada  | Artista MILF del año                      | —                                                   |
| 2025 | Premios XMA   | Nominada  | Mejor escena de sexo en película lésbica  | Cherry Kiss Gives Lauren Phillips a Burst of Energy |